# 冢宰
冢宰，官名。即太宰。西周置，位次三公，为六卿之首。《尚书》称：“冢宰掌邦治，统百官，均四海。”周王年幼时，冢宰代天子理政，所谓“百官总己以听于冢宰”。後代雅稱吏部尚書。

## 大冢宰
西魏末年和北周实行独特的六官制度。天官大冢宰（或说司会:85），相当于尚书令、尚书仆射等职。

### 西魏
- 宇文泰（550年—556年）
- 宇文觉（556年）

### 北周
- 赵贵（557年）
- 宇文护（557年—572年）
- 宇文宪（572年—577年）
- 宇文俭（577年—578年）
- 宇文盛（578年—579年）
- 宇文贞（579年—580年）
- 宇文贽（580年）
- 杨坚（580年—581年）